# Sinn Féin
Pour les articles homonymes, voir Sinn Féin (homonymie).

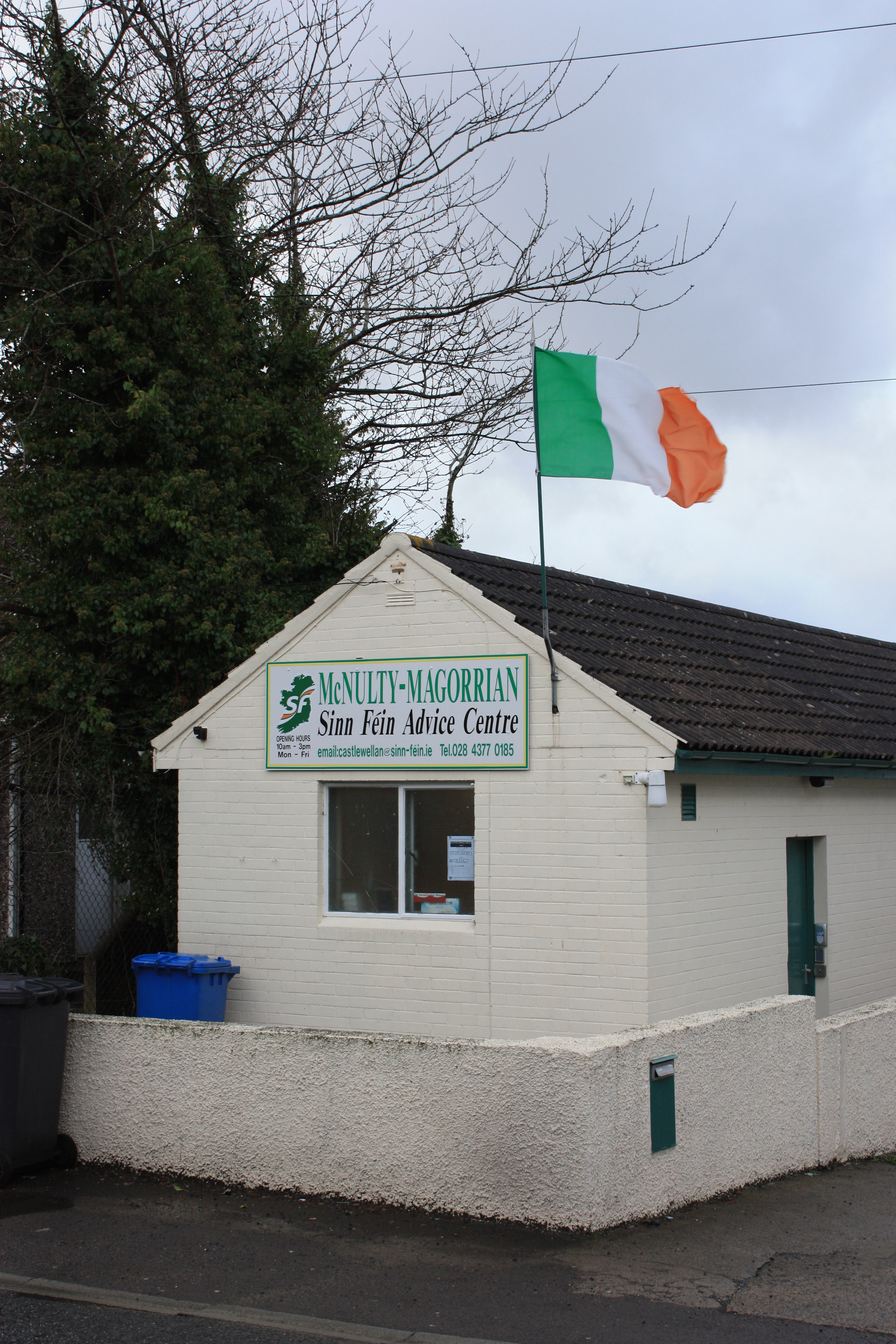
Bureau du Sinn Féin à Castlewellan (comté de Down).

Le Sinn Féin (en gaélique : /ʃɪnʲ ˈfʲeːnʲ/, en anglais : /ʃɪn ˈfeɪn/, litt. « Nous-mêmes ») est un parti politique républicain actif en république d'Irlande et en Irlande du Nord, prônant la réunification de ces deux entités. Il s'agit du premier parti politique d'Irlande du Nord depuis les élections législatives nord-irlandaises de 2022.
Il était associé à l'Armée républicaine irlandaise provisoire jusqu'à ce que celle-ci dépose les armes en 2005.
Mis à part les partis politiques paneuropéens, c'est l'un des rares partis politiques à opérer dans deux pays différents. Néanmoins, ses membres élus à la Chambre des communes du Royaume-Uni lors des élections générales britanniques s'abstiennent systématiquement d'y siéger.

## Histoire
En 1970, le premier Sinn Féin se divise en deux partis à la suite de la scission de sa branche armée, l'Irish Republican Army : le Provisional Sinn Féin et l'Official Sinn Féin. Plus tard, le Provisionnal Sinn Féin reprend pour lui seul l'appellation Sinn Féin.
Les militants du Sinn Féin s'investissent dans les syndicats, les associations de quartier, les mouvements féministes ou encore les initiatives de solidarité internationale, notamment contre les dictatures sud-américaines et l'apartheid en Afrique du Sud.
Abandonnant l'abstentionnisme en 1986 (occasion d'une nouvelle scission, le Republican Sinn Féin), le Sinn Féin participe au processus de paix du conflit nord-irlandais et progresse peu à peu sur la scène politique, obtenant 18 députés sur 108 en 1998 à la nouvelle Assemblée d'Irlande du Nord issue de l'Accord du Vendredi saint. En 2007, Martin McGuinness devient vice-premier ministre de l'Irlande du Nord.
Après avoir obtenu quatre membres du Parlement à Westminster en 2001, le Sinn Féin est devenu le principal parti confessionnel des catholiques d'Irlande du Nord, devançant peu à peu, dans ce rôle de parti majoritaire, le Parti social-démocrate et travailliste (SDLP), avec un positionnement plus radical.
En république d'Irlande, où son influence est beaucoup plus limitée, il a obtenu cinq TD (Teachta Dála ou députés) au Dáil Éireann. Il détient aussi un certain nombre de mandats locaux, notamment au nord-ouest du pays où il contrôle la ville de Sligo.
Le 5 mai 2005, il obtient cinq députés au Parlement britannique, renforçant ses positions (+ 1 député) avec 174 530 voix (24,3 % en Irlande du Nord, + 2,6 %).
En février 2016, il remporte 13,85 % des suffrages lors des élections générales en Irlande et 23 députés au Dáil Éireann, obtenant alors sa meilleure représentation au sein de la République.
En janvier 2017, son leader historique en Irlande du Nord, Martin McGuinness, démissionne et est remplacé par Michelle O'Neill, incarnant le nouveau visage du parti. Après une élection législative partielle nord-irlandaise en mars, le parti dispose désormais (avec ses alliés républicains modérés) d'autant de sièges que les unionistes au Parlement local.
En novembre 2019, à l'occasion de son congrès annuel (en irlandais : Ard Fheis, litt. Haute Assemblée), la vice-présidente Michelle O'Neill déclare que « la question n’est plus de savoir si, mais quand se tiendra le référendum sur la réunification ».

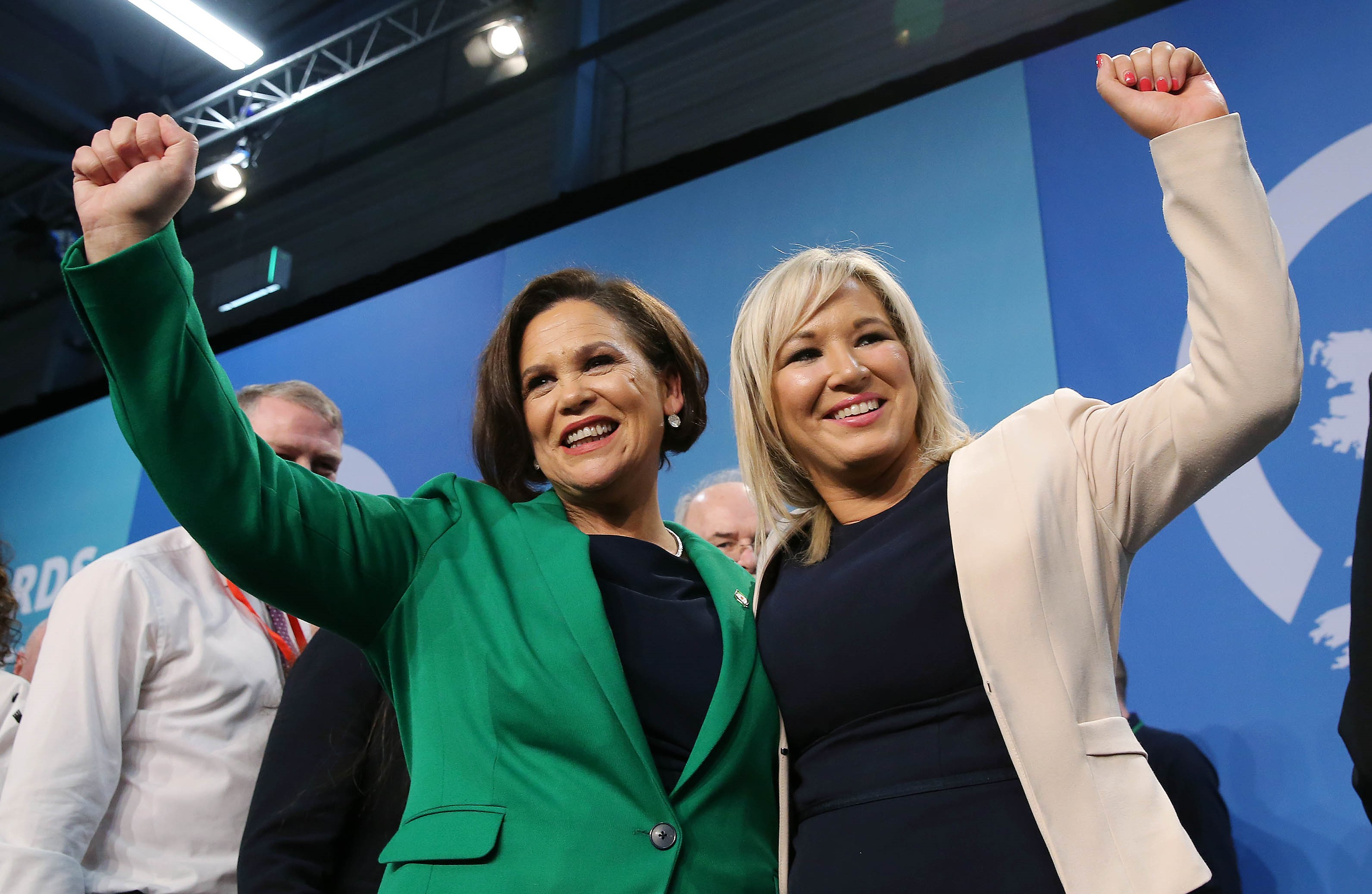
Mary Lou McDonald et Michelle O’Neill en 2018.

Lors des élections générales irlandaises de 2020, le parti réalise sa meilleure performance électorale en remportant 24,5 % des suffrages et 37 sièges et en devançant le Fianna Fáil et le Fine Gael,. Il prend également la première place aux élections législatives nord-irlandaises de 2022 avec 29 % des voix. Ces succès électoraux sont en grande partie dus aux politiques économiques d'austérité qui se sont continuellement poursuivies depuis la crise financière de 2008, et dont les conséquences sociales ont contribué au discrédit des partis de centre droit. La question de la réunification irlandaise n'exerce pour sa part qu'une influence mineure dans les intentions de vote.
Lors des élections locales nord-irlandaises de 2023, le parti arrive en tête en remportant 144 des 462 sièges, soit 39 de plus que lors du scrutin municipal de 2019. La presse remarque que le parti gagne des sièges notamment dans des bastions historiquement unionnistes et protestants.

## Programme politique

### Questions économiques et sociales
Bien que la réunification de l'Irlande demeure un objectif fondamental du Sinn Féin à long terme, les thématiques économiques et sociales représentent aujourd'hui le cœur des campagnes du parti.
Son programme se veut en rupture avec les politiques austéritaires des gouvernements successifs à Dublin : baisse et gel des loyers, construction de logements sociaux, investissements dans l’hôpital public, refus de tout report de l’âge de départ à la retraite, etc.

### Sujets de société
Sur les questions ayant trait aux droits de femmes et aux droits des homosexuels, le Sinn Féin est plus progressiste que ses rivaux unionistes en Irlande du Nord, en dépit de sa tradition catholique.
Au sujet du droit à l'avortement, la position du parti a évolué au fil des années. Avant juin 2018, Sinn Féin était favorable à la dépénalisation de l'avortement en cas de viol, d'inceste, de malformation mortelles pour l'enfant à naître et en cas de mise en danger de la vie de la mère. À la suite d'un congrès tenu en juin 2018 à Belfast, le parti a changé ses statuts en  se déclarant favorable à la légalisation de l'avortement sur demande jusqu'à la douzième semaine de grossesse. Lors du référendum constitutionnel irlandais de 2018 sur l'accès à l'avortement en république d'Irlande, Sinn Féin a fait campagne pour le « oui ».

### Politique européenne
Le Sinn Féin est le principal parti qui a fait campagne contre le traité de Nice avant le premier référendum de 2001 sur ce texte en république d'Irlande. Il a aussi fait campagne contre le traité de Lisbonne durant le référendum portant sur son adoption, en 2008.
En juin 2004, sa candidate, Bairbre de Brún, remporte le siège de député au Parlement européen que le SDLP détenait depuis 1979. Mary Lou McDonald est concomitamment élue en république d'Irlande et le Sinn Féin, qui a presque doublé ses voix (11,9 % contre 6,3 % en 1999), est le principal gagnant de ces élections européennes dans l'île entière. Il est membre du groupe confédéral de la Gauche unitaire européenne/Gauche verte nordique (GUE/NLG) au Parlement européen.
En 2009, il perd son seul député élu en république d'Irlande, mais conserve sa députée élue en Irlande du Nord jusqu'en 2020, date à laquelle le Royaume-Uni quitte l'Union européenne.
À la faveur du Brexit, Michelle O’Neill souhaite la tenue d'un référendum sur la réunification de l'Irlande.

### Politique étrangère
Le Sinn Féin entretient de bonnes relations avec les pays et organisations étrangères ayant soutenu les revendications de réunification de l'Irlande durant le conflit nord-irlandais, notamment le Congrès national africain.
Le parti soutient également de nombreuses revendications indépendantistes en Europe au nom du droit à l'autodétermination, comme en Catalogne.
Le parti soutient l'indépendance de la Palestine. En juin 2022, la présidente du parti Mary Lou McDonald désigne l’État israélien comme un « régime d'apartheid ».

## Dirigeants
- Ruairí Ó Brádaigh (1970–1983), dirigeant principal du Republican Sinn Féin (depuis 1983), mort le 5 juin 2013[24].
- Gerry Adams (13 novembre 1983 - 10 février 2018)
- Mary Lou McDonald (depuis le 10 février 2018)

## Résultats électoraux

### Résultats en Irlande du Nord

#### Élections générales britanniques
| Année | Vote    | %    | Mandats | Rang |
| ----- | ------- | ---- | ------- | ---- |
| 1983  | 102 701 | 13,4 | 1 / 17  | 4e   |
| 1987  | 83 389  | 11,4 | 1 / 17  | 4e   |
| 1992  | 78 291  | 10,0 | 0 / 17  | 4e   |
| 1997  | 126 921 | 16,1 | 2 / 18  | 3e   |
| 2005  | 175 933 | 21,7 | 4 / 18  | 3e   |
| 2005  | 174 530 | 24,3 | 5 / 18  | 2e   |
| 2010  | 171 942 | 25,5 | 5 / 18  | 1er  |
| 2015  | 176 232 | 24,5 | 4 / 18  | 2e   |
| 2017  | 238 915 | 29,4 | 7 / 18  | 2e   |
| 2019  | 181 853 | 22,8 | 7 / 18  | 2e   |
| 2024  | 210 891 | 27,0 | 7 / 18  | 1er  |

#### Élections parlementaires nord-irlandaises
| Année | Voix    | %     | Mandats  | Rang | Gouvernement          |
| ----- | ------- | ----- | -------- | ---- | --------------------- |
| 1982  | 64 191  | 10,1  | 5 / 78   | 4e   |                       |
| 1996  | 116 377 | 15,5  | 17 / 110 | 4e   |                       |
| 1998  | 142 858 | 16,7  | 18 / 108 | 4e   | 1er Exécutif          |
| 2007  | 162 758 | 23,5  | 24 / 108 | 2e   | Vacance de l'exécutif |
| 2007  | 180 573 | 26,2  | 28 / 108 | 2e   | 3e Exécutif           |
| 2011  | 178 224 | 26,9  | 29 / 108 | 2e   | 4e Exécutif           |
| 2016  | 166 785 | 24,0  | 28 / 108 | 2e   | 5e Exécutif           |
| 2017  | 224 245 | 27,9  | 27 / 90  | 2e   | 6e Exécutif           |
| 2022  | 250 388 | 29,02 | 27 / 90  | 1er  | 7e Exécutif           |

#### Élections européennes
| Année | %    | Mandats | Rang | Groupe              |
| ----- | ---- | ------- | ---- | ------------------- |
| 1984  | 12,3 | 0 / 3   | 4e   | Extra-parlementaire |
| 1989  | 9,0  | 0 / 3   | 4e   | Extra-parlementaire |
| 1994  | 9,9  | 0 / 3   | 5e   | Extra-parlementaire |
| 1999  | 17,3 | 0 / 3   | 4e   | Extra-parlementaire |
| 2004  | 26,3 | 1 / 3   | 2e   | GUE/NGL             |
| 2009  | 25,8 | 1 / 3   | 1er  | GUE/NGL             |
| 2014  | 25,5 | 1 / 3   | 1er  | GUE/NGL             |
| 2019  | 22,2 | 1 / 3   | 1er  | GUE/NGL             |

### Élections locales
| Année | Voix    | %    | Sièges    |
| ----- | ------- | ---- | --------- |
| 2001  | 163 269 | 20,7 | 108 / 582 |
| 2005  | 163 205 | 23,2 | 126 / 582 |
| 2011  | 163 712 | 24,8 | 138 / 583 |
| 2014  | 151 137 | 24,1 | 105 / 462 |
| 2019  | 157 448 | 23,2 | 105 / 462 |
| 2023  | 230 793 | 30,9 | 144 / 462 |

### Résultats en Irlande

#### Résultats au Dáil Éireann
| Année   | Voix    | %    | Mandats  | Rang | Gouvernement |
| ------- | ------- | ---- | -------- | ---- | ------------ |
| 02/1982 | 16 894  | 1,0  | 0 / 166  |      | Opposition   |
| 1987    | 32 933  | 1,9  | 0 / 166  |      | Opposition   |
| 1989    | 20 003  | 1,2  | 0 / 166  |      | Opposition   |
| 1992    | 27 809  | 1,6  | 0 / 166  |      | Opposition   |
| 1997    | 45 614  | 1,5  | 1 / 166  | 7e   | Opposition   |
| 2002    | 121 020 | 6,5  | 5 / 166  | 6e   | Opposition   |
| 2007    | 143 410 | 6,9  | 4 / 166  | 5e   | Opposition   |
| 2011    | 220 661 | 9,9  | 14 / 166 | 4e   | Opposition   |
| 2016    | 295 319 | 13,8 | 23 / 158 | 3e   | Opposition   |
| 2020    | 535 595 | 24,5 | 37 / 160 | 1er  | Opposition   |
| 2024    | 418 627 | 19,0 | 39 / 174 | 3e   | Opposition   |

#### Élections européennes
| Année | %    | Mandats | Rang | Groupe              |
| ----- | ---- | ------- | ---- | ------------------- |
| 1984  | 4,9  | 0 / 15  | 4e   | Extra-parlementaire |
| 1989  | 2,2  | 0 / 15  | 6e   | Extra-parlementaire |
| 1994  | 3,0  | 0 / 15  | 7e   | Extra-parlementaire |
| 1999  | 6,3  | 0 / 15  | 5e   | Extra-parlementaire |
| 2004  | 11,1 | 1 / 13  | 3e   | GUE/NGL             |
| 2009  | 11,2 | 0 / 12  | 5e   | Extra-parlementaire |
| 2014  | 19,5 | 3 / 11  | 2e   | GUE/NGL             |
| 2019  | 11,7 | 1 / 13  | 3e   | GUE/NGL             |
| 2024  | 11,1 | 2 / 14  | 3e   | GUE/NGL             |

## Brexit
Dans le cadre du Brexit, le Sinn Féin souhaite obtenir un statut spécial pour l'Irlande du Nord vis-à vis de l’Union européenne afin d'éviter le retour d'une frontière dure en Irlande.
Le parti précise que, selon lui, la seule solution viable pour le maintien de la paix en Irlande est la réunification de l'île. Le Sinn Féin met également en avant le vote de l'Irlande du Nord lors du référendum sur le maintien du Royaume-Uni au sein de l'Union européenne, la nation constitutive d'Irlande du Nord ayant voté majoritairement pour le maintien dans l'UE.